# Feed (Film)
Feed ist ein australischer Thriller von Brett Leonard aus dem Jahr 2005. Der Film greift das Thema Feeding auf und handelt vom Verschwinden mehrerer Frauen, die zu Tode gemästet werden.

## Handlung
Der beste Cybercrime-Ermittler Australiens, Phillip Jackson, fahndet im Internet nach illegalen Pornos und Pädophilen. Er stößt auf eine Website zum Thema Feeding. Es geht um dünne Männer (Feeder), die besonders dicke Frauen (Feedees) begehren. Eine Frau, die mehr als 300 Kilogramm wog, ist verschwunden, und Jackson geht der Sache nach, indem er in die USA fliegt, wo der Ursprung der Website liegt. Seine Vorgesetzten protestieren, denn jemanden zu füttern sei kein Verbrechen, und Jackson wird suspendiert, als er trotzdem weiter ermittelt. Auf der Jagd nach dem Fett-Fetischisten ist er nun auf sich allein gestellt. 
Die Spur führt nach Toledo in Ohio, wo Michael Carter die übergewichtige Deirdre in einem baufälligen Häuschen im Wald gefangenhält. Phillip gelingt es, Michael im Cottage aufzuspüren, wo dieser gerade dabei ist, Deirdre einen Brei aus Eiern und einem speziellen Mastpräparat zu verabreichen. Phillip erfährt, dass Michael aufgrund seiner gestörten Beziehung zu seiner übergewichtigen, unbeweglichen Mutter, die starb, als er noch ein Kind war, eine sexuelle Faszination für übergewichtige Frauen entwickelte. 
Er deckt auch den Hintergrund von Michaels Fetisch-Website auf: Zahlende Website-Mitglieder können nicht nur zusehen, wie er mit fettleibigen Frauen „frisst“ und Unzucht treibt, sondern sie können Wetten darauf abschließen, wann jede Frau sterben wird, nachdem sie Statistiken von Körperproportionen, Blutdruck und andere medizinische Indikatoren erhalten haben.
In der Hütte findet Phillip die verwesenden Überreste des vorigen Opfers Lucy und stellt Michael zur Rede. Dieser enthüllt, dass er damals seine Mutter selbst getötet und Lucy ernährt habe, bis sie starb. Der Brei, den er versucht, Deirdre durch eine Sonde zu füttern, enthält etwas von dem Fett, das er aus Lucys Körper geschnitten hatte. Nach einem Kampf erschießt Phillip Deirdre, die noch immer meinte, Michael zu lieben, obwohl Phillip ihr von Michaels falschem Spiel erzählt.
Die letzte Szene zeigt, wie Phillip mit Michaels übergewichtiger Adoptivschwester in einer Vorstadt lebt. Er nimmt ein paar Sandwiches, die sie für ihn gepackt hat, und fährt zu der Hütte im Wald, wo er sie mit Genuss isst, um Michael zu quälen, der dort im Rollstuhl sitzt. Michael, hungernd und abgemagert, bittet Phillip, ihn zu füttern.

## Veröffentlichung
Der Film hatte seine Deutschland-Premiere auf dem Fantasy Filmfest München am 30. Juli 2005.

## Kritiken
In der  VideoWoche Cyberspace-Kinopionier Brett Leonard […] tut, was John Waters sich nicht mehr traut, und kredenzt der Fantasy-Gemeinde einen Serienkillerthriller, der mit seinen schillernd und weitgehend ohne Rücksicht auf Tabugrenzen dargebotenen Impressionen aus der Welt der Fettfetischisten das vermutlich auf eine andere Art von Schocks spekulierende Genrepublikum spalten wird wie eine Axt. Für die einen ein großartiger Spaß, für andere der ekelhafteste Film der Welt. Mit Sicherheit ein Aufreger.
Larushka Ivan-Zadeh schrieb im Evening Standard: „Trashig gespielt und mit John Waters-artigem Humor durchsetzt, ist es eine weitgehend entsetzte Faszination, die […] beobachten lässt, wie […] Regisseur Brett Leonard den vulgären Umschlag bis an die Grenzen ausreizt.“ Der „Boulevard-Shlocker-Feed sollte nur von denen konsumiert werden, die ihr Kino fies genießen.“
In der Zeitschrift Variety wertete Richard Kuipers: „Das Hauptspiel hier ist eskalierende Groteske. Leonard spritzt den visuellen Elan ein, der erforderlich ist, um jeden zu unterhalten, der nach außergewöhnlichen sexuellen Paarungen, Zwangsernährung über Trichter und Schläuche und dergleichen sucht.“
empireonline.com urteilte: „Der Film leidet unter überdrehten Szenen, die versuchen, die Verwendung eines Computers aufregend erscheinen zu lassen, oder billige Gag-Reaktionen von Aufnahmen des Mörders zu erhalten.“ Er sei „Kränker als Psycho, aber zumindest ist es ein Thriller mit einem neuen Blickwinkel.“
Jonathan Trout schrieb bei BBC News: „Was diesem Film seine wirklich gruselige Seite verleiht, ist die Verwischung der Grenze zwischen Zustimmung und Missbrauch. […] Tiraden über Konsum und Konsumverhalten drohen kurzzeitig die Psychologie der Feeder/Gainer [(Fütterer/Mäster)] zu öffnen. Aber solche Feinheiten werden leider für ein durcheinandergebrachtes Ende aufgegeben, dessen Wendung sich kaum unausgegoren anfühlt.“